# Жими-Ляс
Жими-Ляс (пол. Rzymy-Las) — село в Польщі, у гміні Луків Луківського повіту Люблінського воєводства.
У 1975-1998 роках село належало до Седлецького воєводства.